# Потрійна Корона (регбі)
Потрійна корона (англ. Triple Crown) - приз в регбі, який вручається під час турніру шести націй, одній зі збірних - Англії, Ірландії, Шотландії або Уельсу), яка зуміла здобути перемоги над трьома іншими командами.
Приз вручається не щороку, а тільки в тому випадку, якщо одна з цих команд перемогла інших своїх суперників. Разом з тим цей приз не є головним призом турніру шести націй через участь збірних Франції та Італії: перемоги над ними не зараховуються.
Першою командою, яка перемогла всіх своїх британських супротивників в рамках подібного турніру, стала Англія: це сталося в 1883 році, але тоді приз ще не вручався. В останній раз в 2014 році Англія знову завоювала цей приз, обігравши всіх своїх британських суперників. Сам трофей вручається з 2006 року команді-переможниці цього міні-турніру.

## Назва
Походження назви трофею залишається незнаним, хоча його використання рівноцінно з використанням найменування трофея Великий Шолом (його отримує переможець турніру націй тільки в тому випадку, якщо він обіграв всіх своїх супротивників). Перше використання подібного вираження, згадане в Оксфордському словнику англійської мови,  походить з 1900 року і взято з щорічного альманаху Альманах Уайтекера: в ньому були описані події турніру домашніх націй 1900 року:

У своєму останньому матчі в Кардіффі проти Уельсу, Ірландія здобула суху перемогу завдяки одній спробі, а завдяки трьом перемогам поспіль, як в  1894 році завоювала  'потрійну корону' 
Оригінальний текст (англ.)
In their last match at Cardiff against Wales, Ireland won by a try to nothing, securing the triple crown with three straight victories as in 1894.

Сам вираз "Потрійна корона" зустрічається і в інших видах спорту.

## Історія трофею

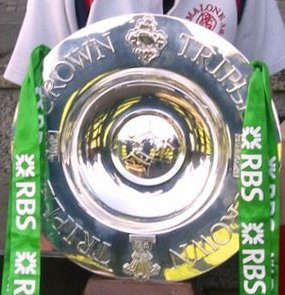
Кубок шести націй і Потрійна Корона

Трофей не вручали до 2006 року, оскільки він не існував фізично, тому називався "невидимим кубком". Колишній шахтар Дейв Меррінгтон з Південного Хеттон (графство Дарем) в 1975 році спорудив імпровізований кубок з вугільної лампи у формі корони на чотиристоронньої підставці (на підставці були зображені роза, трилисник, будяк і пір'я Принца Уельського), який він хотів запропонувати як трофей. Зараз цей кубок виставлено в Твікенемі в Світовому Музеї Регбі.
У 2006 році голова відділу зовнішніх зв'язків Королівського банку Шотландії Баррі Хупер (Банк був спонсором турніру шести націй) домовився з ювелірною компанією "Hamilton & Inches" про створення кубка. У тому ж році цей кубок вперше був представлений. Відтоді кубок вручався чотири збірній Ірландії, двічі збірній Уельсу і один раз збірній Шотландії.

## Переможці
У 118 розіграшах Потрійна Корона вручалась 64 рази (12 розіграшів не проводились через першу та другу світову війни). Уельс і Англія є єдиними збірними, які завойовували потрійну корону чотири рази поспіль Уельс (1976—1979); Англія (1995—1998). Ірландія і Шотландія могли утримувати цей титул не більше двох років.
Проте володар Потрійної Корони не є гарантованим переможцем турніру шести націй через участь команд з Франції та Італії. Так, було проведено такі турніри, де команди виграли цю нагороду, але не перемогли в турнірі: майже у всіх випадках чемпіоном незмінно ставала п'ята збірна - збірна Франції (Італія досі жодного разу не перемагала в турнірі). У 2014 році Ірландія виграла турнір, не дозволивши власниці Потрійний Корони - збірної Англії - взяти заповітний Кубок шести націй.
Збірні, що здобули Потрійну Корону і не виграли кубок:
- Уельс (1977)
- Англія (1997, 1998, 2002, 2014)
- Ірландія (2004, 2006, 2007)

Збірні, що здобули Потрійну Корону, але поділили її з другою командою:
- Англія з Уельсом (1954)
- Англія з Францією (1960)
- Уельс з Францією (1988)

### Список переможців
| Англія    | 24 | 1883, 1884, 1892, 1913, 1914, 1921, 1923, 1924, 1928, 1934, 1937, 1954, 1957, 1960, 1980, 1991, 1992, 1995, 1996, 1997, 1998, 2002, 2003, 2014 |
| Уельс     | 20 | 1893, 1900, 1902, 1905, 1908, 1909, 1911, 1950, 1952, 1965, 1969, 1971, 1976, 1977, 1978, 1979, 1988, 2005, 2008, 2012                         |
| Ірландія  | 10 | 1894, 1899, 1948, 1949, 1982, 1985, 2004, 2006, 2007, 2009                                                                                     |
| Шотландія | 10 | 1891, 1895, 1901, 1903, 1907, 1925, 1933, 1938, 1984, 1990                                                                                     |

## Хронологічний список переможців
| 1883        | Англія                               |
| 1884        | Англія                               |
| 1891        | Шотландія                            |
| 1892        | Англія                               |
| 1893        | Уельс                                |
| 1894        | Ірландія                             |
| 1895        | Шотландія                            |
| 1899        | Ірландія                             |
| 1900        | Уельс                                |
| 1901        | Шотландія                            |
| 1902        | Уельс                                |
| 1903        | Шотландія                            |
| 1905        | Уельс                                |
| 1907        | Шотландія                            |
| 1908        | Уельс                                |
| 1909        | Уельс                                |
| 1911        | Уельс                                |
| 1913        | Англія                               |
| 1914        | Англія                               |
| 1915 — 1919 | Не проводились (Перша світова війна) |
| 1921        | Англія                               |
| 1923        | Англія                               |
| 1924        | Англія                               |
| 1925        | Шотландія                            |
| 1928        | Англія                               |
| 1933        | Шотландія                            |
| 1934        | Англія                               |
| 1937        | Англія                               |
| 1938        | Шотландія                            |
| 1940 — 1946 | Не проводились (Друга світова війна) |
| 1948        | Ірландія                             |
| 1949        | Ірландія                             |
| 1950        | Уельс                                |
| 1952        | Уельс                                |
| 1954        | Англія                               |
| 1957        | Англія                               |
| 1960        | Англія                               |
| 1965        | Уельс                                |
| 1969        | Уельс                                |
| 1971        | Уельс                                |
| 1976        | Уельс                                |
| 1977        | Уельс                                |
| 1978        | Уельс                                |
| 1979        | Уельс                                |
| 1980        | Англія                               |
| 1982        | Ірландія                             |
| 1984        | Шотландія                            |
| 1985        | Ірландія                             |
| 1988        | Уельс                                |
| 1990        | Шотландія                            |
| 1991        | Англія                               |
| 1992        | Англія                               |
| 1995        | Англія                               |
| 1996        | Англія                               |
| 1997        | Англія                               |
| 1998        | Англія                               |
| 2002        | Англія                               |
| 2003        | Англія                               |
| 2004        | Ірландія                             |
| 2005        | Уельс                                |
| 2006        | Ірландія                             |
| 2007        | Ірландія                             |
| 2008        | Уельс                                |
| 2009        | Ірландія                             |
| 2012        | Уельс                                |
| 2014        | Англія                               |
| 2016        | Англія                               |